# Canzoni nel mondo
Canzoni nel mondo è un film documentario del 1963, diretto da Vittorio Sala.

## Trama
La pellicola è una carrellata di canzoni cantate dalle star dell'epoca, incatenate a vari spettacoli come spogliarelli e macchiette comiche.